# 仏滅

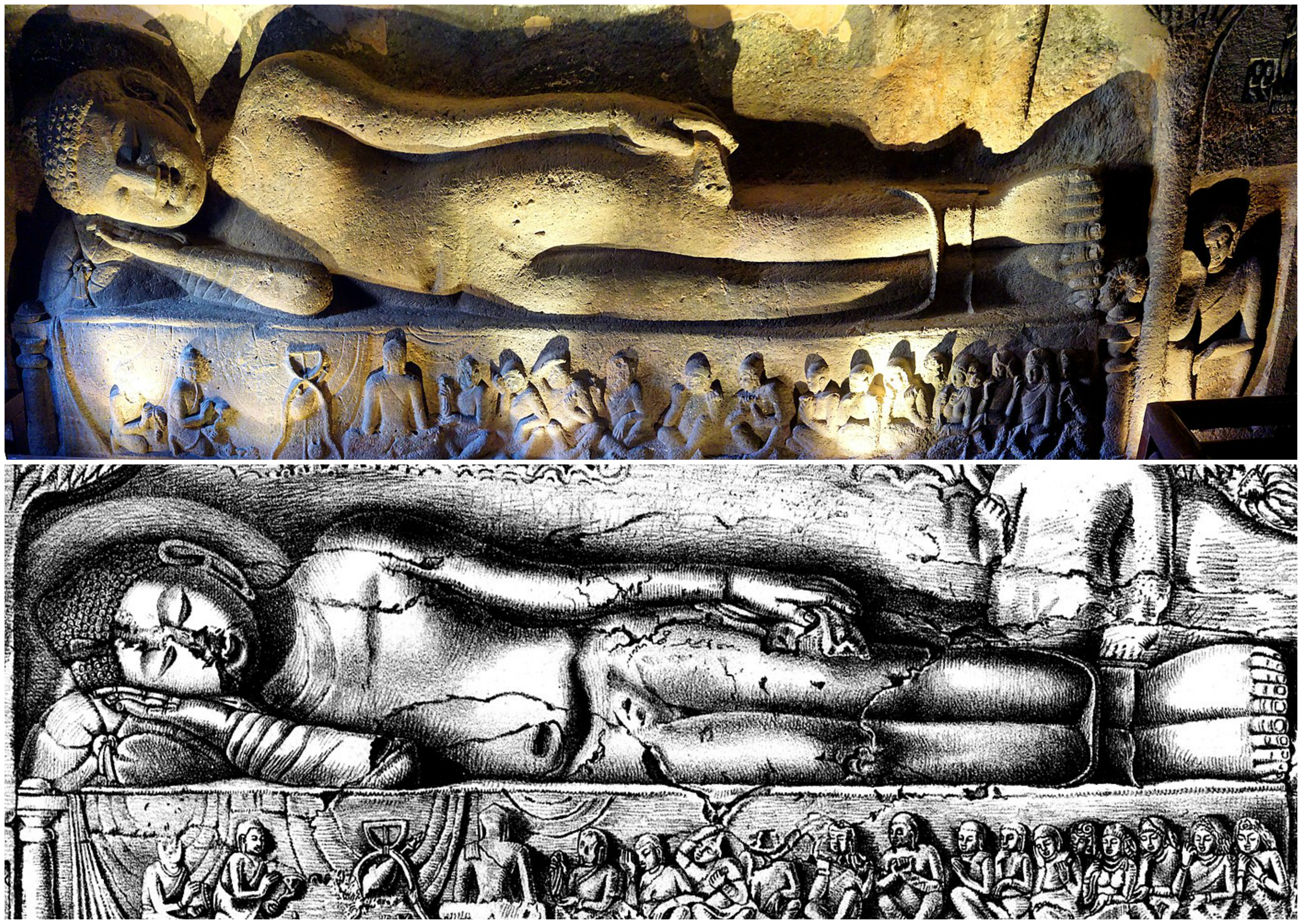
アジャンター石窟群に描かれた釈迦の入滅（世界遺産）

仏滅（ぶつめつ）とは、仏・如来の入滅・滅度、すなわち死のこと。特に釈迦仏の滅度を指していわれる。
 
釈迦仏および阿羅漢などの死は煩悩を滅ぼしているものの、身体という重荷があるゆえの苦しみからの解放であり、絶対平安の境地そのものに入ることと考えられており、この涅槃を訳して「滅」あるいは「滅度」と呼んだ。

## 釈迦の入滅
釈迦が入滅した年代は諸説あり、一致していない。
大乗仏教における三時説（末法思想）によれば、釈迦の入滅後、最初の1000年(500年とも)を正法、次の1000年を像法、その後の1万年を末法とする。末法に入ったとされる平安時代では仏滅を紀元前949年とする説が一般的だった。
現在では下記の説が存在する。
1. 周書異記の記述を根拠とする紀元前949年説
2. 東南アジアの仏教国に伝わる紀元前544-543年説
3. 2をギリシャ資料によって修正した紀元前486年もしくは紀元前477年説
4. 中国、チベットに残る記述から紀元前400-368年説

なお、周書異記は中国仏教が儒教に対する優位性を確保するために制作された偽書であるため、この説の正当性については疑問が残る、という指摘もある。

### ことば
号泣するアーナンダに対し、釈迦は繰り返し無常を説いた。

Alaṃ ānanda mā soci, mā paridevi - nanu etaṃ ānanda mayā paṭikacceva akkhātaṃ sabbeheva piyehi manāpehi nānābhāvo vinābhāvo aññathābhāvo. Taṃ kutettha ānanda labbhā ’yantaṃ jātaṃ bhūtaṃ saṅkhataṃ palokadhammaṃ, taṃ vata tathāgatassāpi sarīraṃ’ māpalujjiti. Netaṃ ṭhānaṃ vijjati.

Dīgharattaṃ kho te ānanda tathāgato paccupaṭṭhito mettena kāyakammena hitena sukhena advayena appamāṇena, mettena vacīkammena hitena sukhena advayena appamāṇena, mettena manokammena hitena sukhena advayena appamāṇena. Katapuñño’si tvaṃ ānanda padhānamanuyuñja , khippaṃ hehisi1 anāsavo"ti.
やめよ、アーナンダ。悲しむなかれ。嘆くなかれ。アーナンダよ、私は説いていたではないか。最愛で、いとしいすべてのものたちは、別れ離ればなれになり、別々になる存在ではないかと。生まれ、存在し、形成され、壊れていくもの、それを「ああ、壊れるなかれ」ということがどうして得られようか。そのようなことはあり得ないのだ。

アーナンダよ、汝は長い間、慈愛あり、利益あり、幸いあり、比較できない無量の身体と言葉と心の行いによって如来に仕えてくれた。アーナンダよ、汝は善い行いをした。精進することに専修せよ。速やかに汚れのないものとなるだろう。
—パーリ仏典, 長部大般涅槃経 5.14, Sri Lanka Tripitaka Project 
釈迦の最後の言葉は以下であった。

handa'dāni bhikkhave āmantayāmi vo,

vayadhammā saṅkhārā appamādena sampādethā
さあ比丘たちよ、いまあなたたちに伝えよう。

さまざまの事象は過ぎ去るものである。怠ることなく修行を完成なさい。
—パーリ仏典, 長部大般涅槃経 5.14, Sri Lanka Tripitaka Project